# Monika Potokárová
Monika Potokárová (* 30. Juni 1992 in Prešov, Tschechoslowakei; † 25. November 2019 in Bratislava, Slowakei) war eine slowakische Schauspielerin.

## Leben
Monika Potokárová wurde in Prešov geboren und studierte am Konservatorium Bratislava Schauspiel. Anschließend studierte sie an der Akademie der musischen Künste in Prag für ein Jahr Pantomime und machte ihren Abschluss an der Hochschule für Musische Künste Bratislava (VŠMU). In ihrer kurzen Karriere spielte sie über 30 Theaterrollen, unter anderem am Slowakischen Nationaltheater, in dessen Ensemble sie 2016 als festes Mitglied aufgenommen wurde und zu einer der gefragtesten Schauspielerinnen wurde. Sie hatte auch Auftritte auf den Bühnen anderer Theater, wie dem Andrej-Bagar-Theater, dem Ludus-Theater, dem Stadttheater P.O. Hviezdoslav, dem Studio 12 und dem Arena-Theater. Neben ihrer Arbeit am Theater war sie auch als Film- und Fernsehschauspielerin und als Synchronsprecherin tätig.
Im April 2019 heiratete Monika Potokárová ihren 20 Jahre älteren Schauspielkollegen Robert Roth. Am 25. November 2019 nahm sich die Schauspielerin im Alter von 27 Jahren das Leben. Einen Monat zuvor hatte sie ihre letzte Theaterpremiere in einem Stück, in dem sie zusammen mit ihrem Ehemann Robert Roth auftrat. Von der Heirat erfuhr die Öffentlichkeit erst nach dem Suizid. Beerdigt wurde Monika Potokárová am 4. Dezember 2019 in Košice.

## Filmografie
- 2012: Mesto tieňov (Fernsehserie, 1 Folge)
- 2014: Dr. Ema (Fernsehserie, 1 Folge)
- 2014: Panelák (Fernsehserie, 151 Folgen)
- 2017: Ohne ein Wort zu sagen (Spina)
- 2017: Únos